# چارلی پردی
چارلی پردی (انگلیسی: Charlie Preedy؛ ۱۱ ژانویه ۱۹۰۰ – ۲۸ فوریهٔ ۱۹۷۸) بازیکن فوتبال اهل بریتانیا بود.
از باشگاه‌هایی که در آن بازی کرده‌است می‌توان به باشگاه فوتبال آرسنال، باشگاه فوتبال بریستول راورز، باشگاه فوتبال لوتون تاون، و باشگاه فوتبال چارلتون اتلتیک اشاره کرد.